# اندیس کم سفید ۱
کم سفید ۱ یک اندیس فلزی است که در حوالی شهر دورکان استان کرمان قرار دارد و مادهٔ معدنی موجود در آن، مس است.سنگ میزبان این اندیس بازالت بالشی ، دایک های آندزیتی است و دیرینگی آن به دوران کرتاسه می‌رسد. در این اندیس، پاراژنز‌های لیمونیت ، کلسیت ، منگنز یافت می‌شوند.